# شرکت هوادیان چین
شرکت هوادیان چین (انگلیسی: China Huadian Corporation) شرکت دولتی برق چینی است، که در سال ۲۰۰۲ توسط سازمان ساساک تأسیس شد.